# Eurotower
L'Eurotower és un gratacel localitzat a la zona central de la ciutat de Frankfurt del Main (Alemanya). Aquest edifici mesura 148 metres d'alçària i és la seu del Banc Central Europeu (BCE o ECB en anglès).
La seua construcció va durar al voltant de sis anys (de 1971 a 1977) i fou dissenyat per l'arquitecte Richard Heil.
L'Eurotower compta amb 40 pisos i ocupa una àrea de 78.000 m². Per alçària és el gratacel número 11 a la ciutat de Frankfurt del Main i el número 14 a tot Alemanya.